# Tephrosia virginiana
Tephrosia virginiana är en ärtväxtart som först beskrevs av Carl von Linné, och fick sitt nu gällande namn av Christiaan Hendrik Persoon. Tephrosia virginiana ingår i släktet Tephrosia och familjen ärtväxter. Inga underarter finns listade i Catalogue of Life.

## Bildgalleri

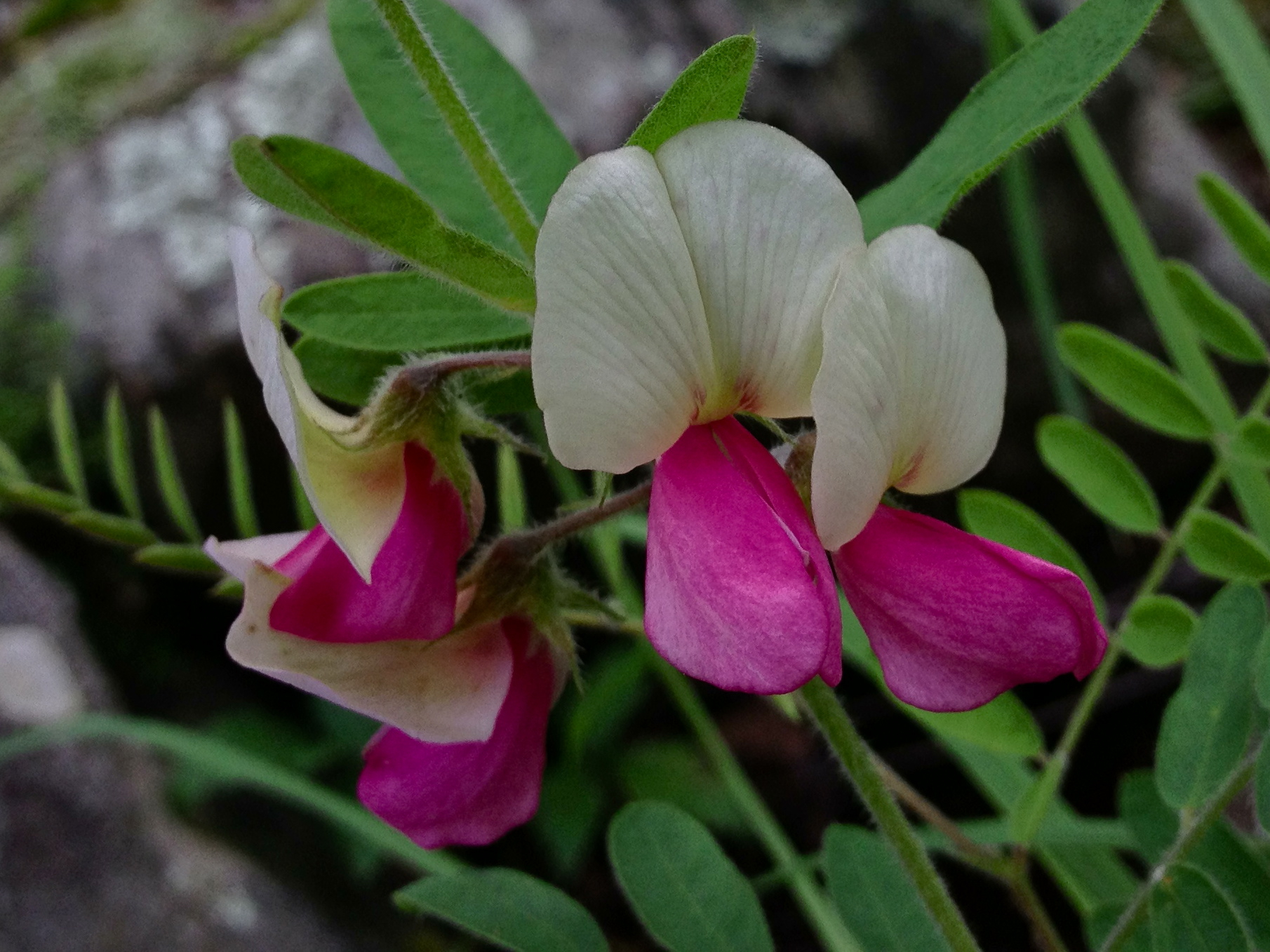
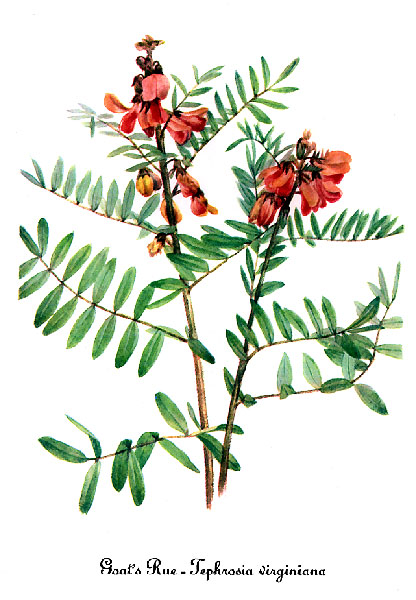